# Всеобщие выборы в ЦАР (1993)
Президентские выборы прошли в Центральноафриканской республике в 1993 году. Парламентские и первый тур президентских выборов состоялись 22 августа, а второй тур президентских 19 сентября. Действующий президент Андре Колингба занял лишь четвёртое место
На президентских выборах победил Анж-Феликс Патассе из Движения за освобождение народа Центральной Африки, победивший во втором туре лидера Патриотического фронта за прогресс Абеля Гумбу. Действующий президент Андре Колингба выбыл в первом туре, набрав лишь 12% голосов. Колингба пытался удержаться у власти, издав два указа 28 августа (после того, как стало очевидно, что он проиграет выборы), которые изменили состав Верховного суда и внесли поправки в избирательный кодекс, что позволило бы определить результаты. Однако под сильным давлением французского правительства указы были отменены.
Когда Патассе вступил в должность 22 октября, это был первый, и на сегодняшний день единственный раз с момента обретения Центральноафриканской Республикой независимости, когда действующее правительство мирно передало власть оппозиции.
Президент был избран по двухтуровой системе, второй тур был проведен после того, как ни один из кандидатов не получил большинства голосов в первом туре.
85 членов Национального собрания были избраны по одномандатным округам, также по двухтуровой системе.

## Результаты

### Президент[4]
| Кандидат           | Партия                                             | Первый тур     | Первый тур | Второй тур     | Второй тур |
| Кандидат           | Партия                                             | Кол-во голосов | %          | Кол-во голосов | %          |
| ------------------ | -------------------------------------------------- | -------------- | ---------- | -------------- | ---------- |
| Анж-Феликс Патассе | Движение за освобождение народа Центральной Африки | 302 004        | 37,3       | 363 297        | 53,49      |
| Абель Гумба        | Патриотический фронт за прогресс                   | 175 467        | 21,7       | 315 935        | 46,51      |
| Давид Дако         | Движение за демократию и развитие                  | 162 721        | 20,1       | —              | —          |
| Андре Колингба     | Центральноафриканское демократическое собрание     | 97 942         | 12,1       | —              | —          |
| Энох Лакюэ         | Социал-демократическая партия ЦАР                  | 19 368         | 2,4        | —              | —          |
| Тимоте Малендома   | Гражданский форум ЦАР                              | 16 400         | 2,0        | —              | —          |
| Франсуа Бозизе     | независимый                                        | 12 159         | 1,5        | —              | —          |
| Всего              | Всего                                              | 794 129        | 100,01     | 679 232        | 100        |

### Национальное собрание[5]
| Партия                                                                | Мест получено |
| --------------------------------------------------------------------- | ------------- |
| Движение за освобождение народа Центральной Африки                    | 34            |
| Центральноафриканское демократическое собрание                        | 13            |
| Патриотический фронт за прогресс                                      | 7             |
| Либерально-демократическая партия (ЦАР)                               | 7             |
| Альянс за демократию и прогресс                                       | 6             |
| Движение за демократию и развитие                                     | 6             |
| Национальная конвенция                                                | 3             |
| Социал-демократическая партия (ЦАР)                                   | 3             |
| Демократическое движение за возрождение и эволюцию Центральной Африки | 1             |
| Центральноафриканская республиканская партия                          | 1             |
| Гражданский форум (ЦАР)                                               | 1             |
| Движение за социальную эволюцию Черной Африки                         | 1             |
| беспартийные                                                          | 2             |